# Fekaluria
Fekaluria (łac. faecaluria) – objaw kliniczny, polegający na obecności cząstek kału w moczu.
Pojawienie się kału w moczu jest możliwe w przypadku wystąpienia połączenia światła przewodu pokarmowego i układu moczowego, do którego dochodzi w wyniku wytworzenia przetoki.
Do wystąpienia przetok pomiędzy światłem jelita grubego a światłem pęcherza moczowego dochodzi w przypadku następujących jednostek chorobowych:
- uchyłki okrężnicy lub uchyłek pęcherza moczowego w przypadku wystąpienia ich stanu zapalnego i perforacji
- choroba Hirschsprunga
- zapalenie wyrostka robaczkowego z wytworzeniem ropnia okołowyrostkowego i jego perforacji
- choroba Crohna
- nowotwory jelita grubego lub pęcherza moczowego
- swoiste procesy zapalne w przebiegu
  - gruźlicy
  - kiły
  - promienicy
- po zabiegach operacyjnych w obrębie krocza oraz po zabiegach endoskopowych (cystoskopia, kolonoskopia)
- po urazach (rany kłute, postrzałowe, złamania miednicy)
- stany po radioterapii i brachyterapii
- wady rozwojowe układu moczowego lub pokarmowego
- zapalenie uchyłka Meckela